# Ilja Kovaltjuk

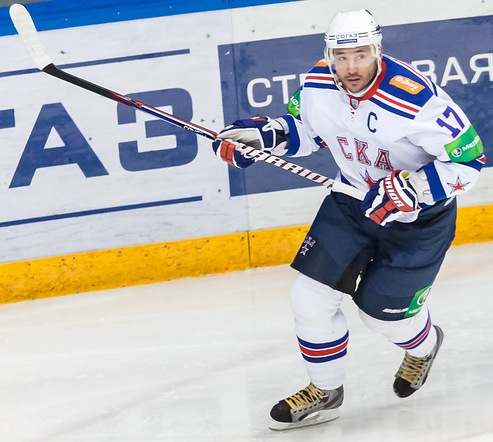
Kovaltjuk i SKA Sankt Petersburg 2012

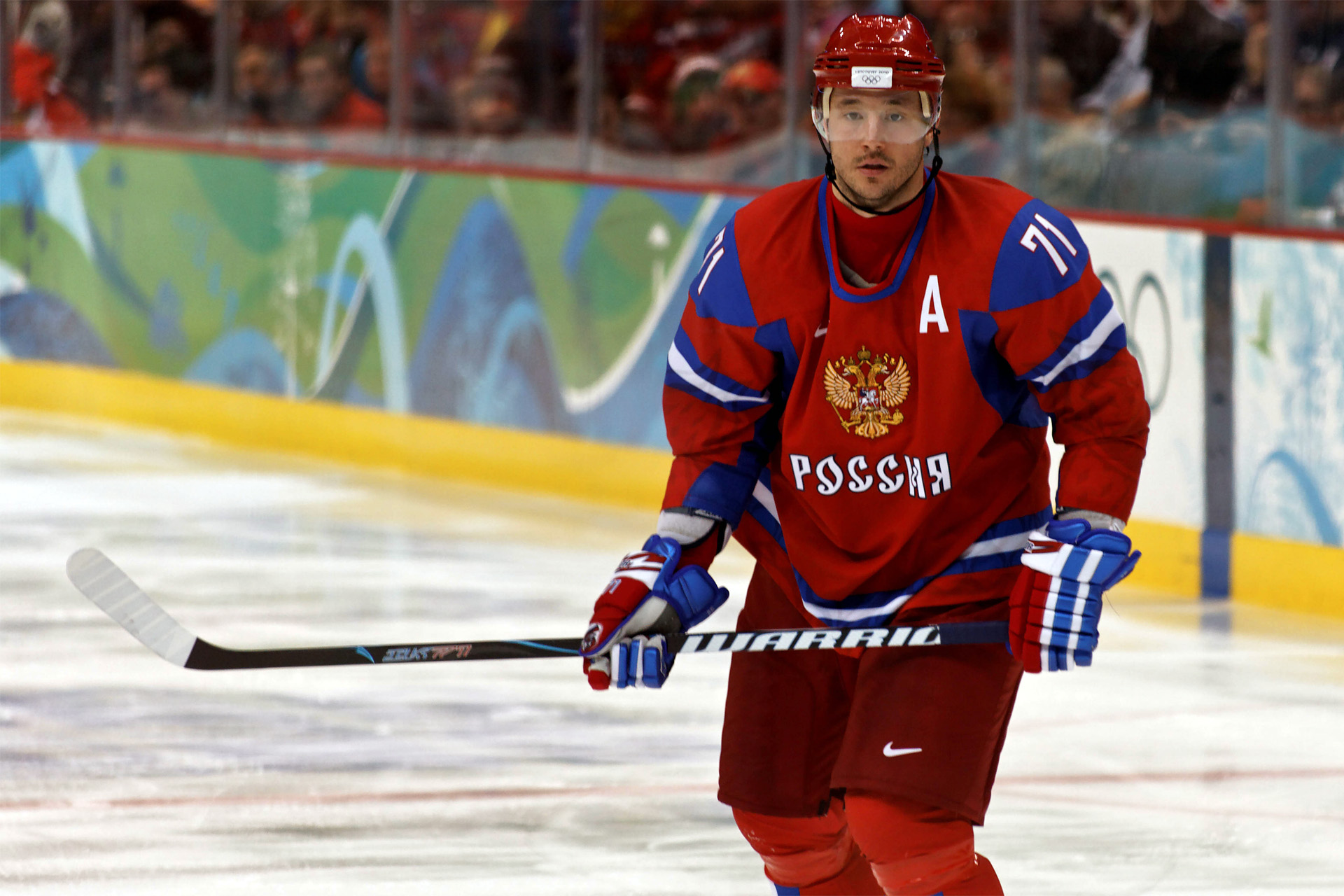
Kovaltjuk i OS 2010

Ilja Valerjevitj Kovaltjuk (ryska: Илья́ Вале́рьевич Ковальчу́к), född 15 april 1983 i Tver, Sovjetunionen, är en rysk professionell ishockeyspelare som spelar för Washington capitals i NHL.
Han har tidigare spelat för Los Angeles Kings, New Jersey Devils och Atlanta Trashers i NHL och SKA Sankt Petersburg, Chimik Moskva Oblast, AK Bars Kazan och Spartak Moskva i KHL.

## Klubblagskarriär

### NHL

#### Atlanta Trashers
Kovaltjuk spelade sina sju första säsonger i NHL med Atlanta Thrashers, som även var den klubb som valde honom som förste spelare totalt i NHL-draften 2001, före spelare som Jason Spezza och Stephen Weiss.
Kovaltjuk har vunnit Maurice "Rocket" Richard Trophy efter att ha gjort flest antal mål under grundserien 2004 samt blivit uttagen till NHL All Star Game sammanlagt tre gånger: 2004, 2008 och 2009. Kovaltjuks bästa säsong rent poängmässigt är från 2005–06 då han noterades för 52 mål, 46 assist för totalt 98 poäng på 78 spelade matcher, vilket gav honom en åttonde plats i NHL:s totala poängliga. 

#### New Jersey Devils
Under andra halvan av säsongen 2009–10 avböjde Kovaltjuk en kontraktsförlängning med Thrashers, varför han istället blev bortbytt med Anssi Salmela till New Jersey Devils mot Nicklas Bergfors, Patrice Cormier och Johnny Oduya samt val i första rundan i 2010 års NHL-draft 4 februari 2010, för vilka han svarade för 10 mål och 27 poäng på lika många matcher.
3 september 2010 offentliggjordes det att Kovaltjuk hade skrivit på ett kontrakt med Devils som sträckte sig 15 år framåt och var värt $ 100 miljoner varav $ 90 miljoner skulle betalas ut de första tio åren.

### SKA Sankt Petersburg
11 juli 2013 bekräftades det att Kovaltjuk bryter sitt kontrakt med Devils på 12 år och avslutar sin NHL–karriär efter elva säsonger och 816 poäng på lika många matcher i ligan. Det spekuleras om att han kan skriva på för den ryska klubben SKA Sankt Petersburg i KHL och få en lön upp till $20 miljoner per säsong. Det är en potentiell löneökning på $8,7 miljoner från den lön han skulle få av Devils för säsong 2013-14.

### NHL

#### Los Angeles Kings
Efter spekulationer om att återvända till NHL som började redan 2017, men som slutade med att Kovaltjuk stannade ett år till i KHL för att delta i OS i Ryssland, signerade han till slut ett treårskontrakt värt 18,75 miljoner dollar med Los Angeles Kings, den 23 juni 2018.

## Landslagskarriär
Kovaltjuk har även representerat det ryska ishockeylandslaget vid ett flertal tillfällen, för vilka han vunnit två guldmedaljer, ett OS-brons samt ett VM-brons. Kovaltjuk blev utnämnd som turneringens mest värdefulla och bästa forward under Världsmästerskapet i ishockey 2009. Han var med och tog OS-guld 2018. Under sin över tio år långa landslagskarriär som Kovaltjuk hittills haft har han samlat han på sig 28 mål, 39 assist och 67 poäng på 79 matcher.

## Meriter
- 2002 - OS-Brons
- 2002 - NHL All-Rookie Lag
- 2004 - Kharlamov Trophy
- 2004 - Maurice "Rocket" Richard Trophy (delad)
- 2008 - VM-guld
- 2009 - VM-guld
- 2009 - MVP i Världsmästerskapet i ishockey
- 2015 - Gagarin Cup
- 2017 - Gagarin Cup
- 2018 - OS-guld

## Statistik

### Klubbkarriär
| 1999–00    | Spartak Moskva       | Ryssland 2 | 49  | 12  | 5   | 17  | 75  | —  | —  | —  | —  | —  |
|            | Spartak 2            | Ryssland 3 | 2   | 2   | 1   | 3   | 14  | —  | —  | —  | —  | —  |
| 2000–01    | Spartak Moskva       | Ryssland 2 | 40  | 28  | 18  | 46  | 78  | —  | —  | —  | —  | —  |
| 2001–02    | Atlanta Thrashers    | NHL        | 65  | 29  | 22  | 51  | 28  | —  | —  | —  | —  | —  |
| 2002–03    | Atlanta Thrashers    | NHL        | 81  | 38  | 29  | 67  | 57  | —  | —  | —  | —  | —  |
| 2003–04    | Atlanta Thrashers    | NHL        | 81  | 41  | 46  | 87  | 63  | —  | —  | —  | —  | —  |
| 2004–05    | Ak Bars Kazan        | RSL        | 53  | 19  | 23  | 42  | 72  | 4  | 0  | 1  | 1  | 0  |
| 2005–06    | Atlanta Thrashers    | NHL        | 78  | 52  | 46  | 98  | 68  | —  | —  | —  | —  | —  |
|            | Chimik Moskva Oblast | RSL        | 11  | 8   | 5   | 13  | 24  | —  | —  | —  | —  | —  |
| 2006–07    | Atlanta Thrashers    | NHL        | 82  | 42  | 34  | 76  | 66  | 4  | 1  | 1  | 2  | 19 |
| 2007–08    | Atlanta Thrashers    | NHL        | 79  | 52  | 35  | 87  | 52  | —  | —  | —  | —  | —  |
| 2008–09    | Atlanta Thrashers    | NHL        | 79  | 43  | 48  | 91  | 50  | —  | —  | —  | —  | —  |
| 2009–10    | Atlanta Thrashers    | NHL        | 49  | 31  | 27  | 58  | 45  | —  | —  | —  | —  | —  |
|            | New Jersey Devils    | NHL        | 27  | 10  | 17  | 27  | 8   | 5  | 2  | 4  | 6  | 6  |
| 2010–11    | New Jersey Devils    | NHL        | 81  | 31  | 29  | 60  | 28  | —  | —  | —  | —  | —  |
| 2011–12    | New Jersey Devils    | NHL        | 77  | 37  | 46  | 83  | 33  | 23 | 8  | 11 | 19 | 6  |
| 2012–13    | New Jersey Devils    | NHL        | 37  | 11  | 20  | 31  | 18  | —  | —  | —  | —  | —  |
|            | SKA Sankt Petersburg | KHL        | 36  | 18  | 24  | 42  | 12  | —  | —  | —  | —  | —  |
| 2013–14    | SKA Sankt Petersburg | KHL        | 45  | 16  | 24  | 40  | 38  | 10 | 3  | 2  | 5  | 31 |
| 2014–15    | SKA Sankt Petersburg | KHL        | 54  | 25  | 30  | 55  | 69  | 22 | 8  | 11 | 19 | 12 |
| 2015–16    | SKA Sankt Petersburg | KHL        | 50  | 16  | 33  | 49  | 24  | 4  | 0  | 0  | 0  | 2  |
| 2016–17    | SKA Sankt Petersburg | KHL        | 60  | 32  | 46  | 78  | 47  | 18 | 6  | 3  | 9  | 35 |
| 2017–18    | SKA Sankt Petersburg | KHL        | 53  | 31  | 32  | 63  | 26  | 15 | 6  | 4  | 10 | 12 |
| 2018–19    | Los Angeles Kings    | NHL        | —   | —   | —   | —   | —   | —  | —  | —  | —  | —  |
| NHL totalt | NHL totalt           | NHL totalt | 816 | 417 | 399 | 816 | 516 | 32 | 11 | 16 | 27 | 31 |
| KHL totalt | KHL totalt           | KHL totalt | 298 | 138 | 189 | 327 | 216 | 69 | 23 | 20 | 43 | 92 |